# Tiempo de vida útil
El tiempo de vida útil de un producto es su período de uso en servicio. Se ha definido como "la vida útil total de un producto en uso desde el punto de venta hasta el punto de descarte" y se distingue de la vida de reemplazo", el período después del cual el comprador inicial regresa a la tienda para obtener un reemplazo". La determinación de la vida útil esperada de un producto como parte de la política comercial implica el uso de herramientas y cálculos del análisis de mantenibilidad y confiabilidad. La vida útil representa un compromiso asumido por el fabricante del artículo y generalmente se especifica como una mediana. Es el momento en que cualquier artículo fabricado puede esperarse que sea 'útil' o apoyado por su fabricante. 
El tiempo de vida útil no debe confundirse con la vida de anaquel, que se relaciona con el tiempo de almacenamiento, o con la vida técnica, que es el período máximo durante el cual puede funcionar físicamente. También difiere de la vida útil pronosticada, o MTTF / MTBF (Tiempo promedio hasta la falla/Tiempo promedio entre fallas) / MFOP (período de operación sin mantenimiento). La vida útil pronosticada es útil para que un fabricante pueda estimar, mediante un modelo y cálculo hipotético, una regla general por la que respetará las reclamaciones de garantía o la planificación para el cumplimiento de la misión. La diferencia entre la vida útil y la vida prevista es más clara cuando se considera el tiempo de misión y la confiabilidad en comparación con el MTBF y la vida útil. Por ejemplo: un sistema de misiles puede tener un tiempo de misión de menos de un minuto, una vida útil de 20 años, un MTBF activo de 20 minutos, un MTBF inactivo de 50 años y una confiabilidad de .999999.
Los consumidores tendrán diferentes expectativas sobre la vida útil y la longevidad función de factores como el uso, el costo y la calidad. 

## Estrategia de producto
Los fabricantes se comprometen a una vida de servicio muy conservadora, generalmente de 2 a 5 años para la mayoría de los productos comerciales y de consumo (por ejemplo computadoras, periféricos y componentes electrónicos). Sin embargo, para bienes duraderos grandes y costosos, los artículos no son consumibles, y la vida útil y la actividad de mantenimiento serán factores importantes en la vida útil. De nuevo, un avión de pasajeros podría tener un tiempo de misión de 11 horas, un MTBF activo previsto de 10,000 horas sin mantenimiento (o 15,000 horas con mantenimiento), una confiabilidad de .99999 y una vida útil de 40 años. 
El modelo más común para la vida útil del artículo es la curva de la bañera, una gráfica de la tasa de falla variable en función del tiempo. Durante los primeros años de vida, la bañera muestra mayores fallas, generalmente observadas durante el desarrollo del producto. La parte media de la bañera, o "vida útil", es un período de tasa de falla ligeramente inclinado, casi constante, en el que el consumidor disfruta del beneficio conferido por el producto. A medida que el tiempo aumenta, la curva alcanza un período de fallas crecientes, modelando la fase de desgaste del producto. 
Para un producto individual, los componentes pueden tener vidas de servicio independientes, lo que da como resultado varias curvas de la bañera. Por ejemplo, un neumático tendrá una partición de vida útil relacionada con la banda de rodadura y la carcasa. 

## Esperanza de vida
Cuando se exponen a altas temperaturas, las baterías de iones de litio en los teléfonos inteligentes se dañan fácilmente y pueden fallar más rápido de lo esperado, además de dejar que el dispositivo se quede sin batería con demasiada frecuencia. Los escombros y otros contaminantes que ingresan a través de pequeñas grietas en el teléfono también pueden afectar la esperanza de vida del teléfono inteligente. Uno de los factores más comunes que causan que los teléfonos inteligentes y otros dispositivos electrónicos mueran rápidamente es el impacto físico y la rotura, que puede dañar gravemente las piezas internas.

## Ejemplos
Para artículos mantenibles, los elementos de desgaste más que son determinados por análisis logístico a aprovisionar de repuestos y la sustitución asegurará una vida útil más larga que los artículos fabricados sin dicha planificación. Un ejemplo simple son los neumáticos para automóviles: si no se planea este desgaste, se limitaría la vida útil del automóvil al alcance de un solo juego de neumáticos. 
La vida de un neumático individual sigue la curva de la bañera para arrancar. Después de la instalación, existe una probabilidad no pequeña de falla que puede estar relacionada con el material o la mano de obra, o incluso con el proceso para montar el neumático, que puede producir un pequeño daño. Después del período inicial, la llanta funcionará, dado que no hay un evento de introducción de defectos, como encontrarse con un peligro en la carretera (un clavo o un bache ), durante un período prolongado en relación con su vida útil prevista, que es función de varias variables (diseño, material, proceso). Después de un período, la probabilidad de falla aumentará; para algunos neumáticos, esto ocurrirá después de que la banda de rodamiento se haya desgastado. Luego, un mercado secundario de neumáticos pone un recauchutado en el neumático, extendiendo así la vida útil. No es raro que un neumático de 80,000 millas tenga un rendimiento que supere ese límite.
Puede ser difícil obtener datos fiables sobre la longevidad de muchos productos de consumo, ya que, en general, los esfuerzos de análisis actuarial no se toman en la misma medida en que se encuentran con los necesarios para respaldar las decisiones de seguros. Sin embargo, se han hecho algunos intentos para proporcionar este tipo de información. Un ejemplo es la recopilación de estimaciones para los componentes del hogar provista por Old House Web que recopila datos de Appliance Statistical Review y varios institutos relacionados con el comercio de la construcción de viviendas. 
Algunos fabricantes de motores, como por ejemplo Navistar y Volvo, utilizan la denominada calificación de vida útil B, según los datos de durabilidad del fabricante del motor, índice B10 y B50 para medir la esperanza de vida de un motor.

## BOL y EOL
Para ciertos productos, como los que no pueden recibir servicio durante su vida operativa por razones técnicas, un fabricante puede calcular el rendimiento esperado de un producto tanto al comienzo de la vida operativa (BOL) como al final de la vida operativa (EOL). Las baterías y otros componentes que se degradan con el tiempo pueden afectar el funcionamiento de un producto. Por lo tanto, el rendimiento de los componentes de misión crítica se calcula para EOL, y los componentes exceden su especificación en BOL. Por ejemplo, con el hardware de vuelo espacial, que debe sobrevivir en el entorno hostil del espacio, la capacidad de generar electricidad a partir de paneles solares o generadores termoeléctricos de radioisótopos es probable que se reduzca a lo largo de una misión, pero aún debe cumplir un requisito específico en EOL para completar la misión. Una nave espacial también puede tener una masa BOL que es mayor que su masa EOL a medida que el propelente se agota durante su vida útil. 